# Tetracloruro di titanio
Il tetracloruro di titanio (o cloruro di titanio(IV), cloruro titanico) è un alogenuro binario avente formula molecolare TiCl4. A temperatura ambiente è un liquido trasparente e incolore allo stato puro mentre prima di essere raffinato si presenta colorato di marrone; è un composto diamagnetico e covalente. 
Si decompone per forte riscaldamento producendo fumi tossici contenenti acido cloridrico. Reagisce violentemente con acqua generando calore e fumi corrosivi contenenti acido cloridrico. 
{\displaystyle {\ce {TiCl4 + 2 H2O -> TiO2 + 4 HCl}}}
Al contatto con aria umida emette acido cloridrico, in presenza di acqua corrode molti metalli.

## Proprietà e struttura molecolare
Il tetracloruro di titanio è un composto molecolare molto stabile termodinamicamente, ΔHƒ° = -804,16 kJ/mol. Come i tetracloruri di carbonio (CCl4), silicio (SiCl4) e germanio (GeCl4), con i quali è isoelettronico di valenza, TiCl4 è un composto molecolare, anch'esso liquido volatile in condizioni ambiente.
La sua molecola è formata da un atomo di titanio al centro di un tetraedro regolare, legato a quattro atomi di cloro posti ai vertici; la simmetria molecolare è Td e, di conseguenza, il momento dipolare è nullo (molecola apolare); nonostante che ogni legame Ti-Cl sia molto polare per via delle elettronegatività parecchio differenti (Ti, 1,54; Cl, 3,16), la somma vettoriale dei momenti è nulla per la geometria tetraedrica regolare. 
Da un'indagine di diffrazione elettronica in fase gassosa la lunghezza del legame Ti-Cl risulta pari a 217,0 ± 0,2 pm e gli angoli Cl-Ti-Cl sono quelli tetraedrici, 109,5°. La lunghezza sperimentale del legame Ti-Cl è molto più piccola della somma dei raggi ionici efficaci di Ti4+ (d 0) e Cl–, cioè 241,5 pm.

## Produzione
Il tetracloruro di titanio viene prodotto facendo reagire del rutilo, TiO2, o dell'ilmenite, FeTiO3 con cloro in una fornace, si ottiene del prodotto che viene poi purificato per distillazione.
{\displaystyle {\ce {2 FeTiO3 + 7 Cl2 + 6 C -> 2 TiCl4 + 2 FeCl3 + 6CO}}}

## Usi
Il tetracloruro di titanio è principalmente usato per produrre titanio puro nel processo Kroll.
{\displaystyle {\ce {TiCl4 + 2 Mg -> Ti + 2MgCl2}}}
Inoltre è usato come catalizzatore per la produzione di polipropilene e polietilene nell'industria della plastica, nell'industria dell'elettronica, nella ceramica. In chimica organica è usato come acido di Lewis nei confronti di una grande quantità di donatori.
Durante la seconda guerra mondiale è stato impiegato per nascondere navi militari sotto attacco, spargendolo allo stato liquido da aerei in volo; a contatto con l'aria umida si idrolizza rapidamente, producendo una cortina di vapore o fumo denso e bianco che scende fino alle onde.